# Ekesteinen
Der Ekesteinen (norwegisch für Speichenstein) ist eine isolierte Felsformation im ostantarktischen Königin-Maud-Land. Am östlichen Ende des Schtscherbakowgebirges in der Orvinfjella ragt er 5,5 km südöstlich des Smirnov Peak auf.
Norwegische Kartografen, die ihn auch 1967 benannten, kartierten den Felsen anhand von Vermessungen und Luftaufnahmen der Dritten Norwegischen Antarktisexpedition (1956–1960).